# 紀元前661年
紀元前661年（きげんぜん661ねん）は、西暦（ローマ暦）による年。紀元前1世紀の共和政ローマ末期以降の古代ローマにおいては、ローマ建国紀元93年として知られていた。紀年法として西暦（キリスト紀元）がヨーロッパで広く普及した中世時代初期以降、この年は紀元前661年と表記されるのが一般的となった。

## 他の紀年法
- 干支 : 庚申
- 中国
  - 周 - 恵王16年
  - 魯 - 閔公元年
  - 斉 - 桓公25年
  - 晋 - 献公16年
  - 秦 - 成公3年
  - 楚 - 成王11年
  - 宋 - 桓公21年
  - 衛 - 懿公8年
  - 陳 - 宣公32年
  - 蔡 - 穆侯14年
  - 曹 - 昭公元年
  - 鄭 - 文公12年
  - 燕 - 荘公30年
- 朝鮮
  - 檀紀1673年
- ユダヤ暦 : 3100年 - 3101年

## できごと

### 中国
- 狄が邢を攻撃した。斉軍が邢を救援した。
- 斉の桓公と魯の閔公が落姑で会盟した。魯の季友が帰国した。
- 晋の献公が二軍を作り、公自らが上軍を率い、太子申生に下軍を率いさせた。趙夙を御戎とし、畢万を右として、耿・霍・魏を滅ぼした。帰国すると、太子申生に命じて曲沃に築城させた。趙夙に耿を、畢万に魏を与えて、大夫とした。